# Yves Frégnac
Yves Frégnac né le 13 août 1951 à Lyon et mort le 18 octobre 2024 à Gif-sur-Yvette, était un chercheur en neurosciences, spécialisé dans la neuroscience visuelle et la plasticité neuronale. Il était connu pour son travail pionnier en neuroscience des systèmes et son intégration d'approches expérimentales et théoriques dans l'étude du cortex visuel.
Il a été professeur de sciences cognitives à l'École polytechnique de 2008 à 2016. En 2008, Yves Frégnac a reçu le Grand Prix scientifique de la Fondation Louis D. (Prix Louis D.) de l'Institut de France.

## Jeunesse et formation
Né à Lyon, Frégnac s'est installé à Paris en 1970 pour étudier à l'École supérieure d'électricité (Supélec, promotion 1974, aujourd'hui CentraleSupélec). Pendant ses études d'ingénieur, il a suivi un double cursus innovant en biologie, obtenant des diplômes supplémentaires en biophysique, modélisation et neuroscience. Une visite décisive au laboratoire de Michel Imbert au Collège de France, où il a assisté à des enregistrements neuronaux du cortex visuel, a façonné sa future trajectoire professionnelle.

## Carrière scientifique
Frégnac a obtenu deux doctorats sous la direction de Michel Imbert : d'abord en biologie humaine (1978), puis en neuroscience (1982) dans l'institut dirigé par Yves Laporte. Ses premières recherches se sont concentrées sur le développement des cellules corticales visuelles, publiant des travaux novateurs sur la sélectivité d'orientation et la dominance oculaire chez les chatons. Dans les années 1980, il a établi son équipe de recherche à l'Institut de Neurobiologie Alfred Fessard à Gif-sur-Yvette, avec des travaux révolutionnaires notamment sur la plasticité. En 2000, Frégnac a fondé une unité de recherche appelée Unité des Neurosciences Intégratives et Computationelles (UNIC) (plus tard appelée Unit of Neuroscience Information and Complexity) au sein du CNRS. L'UNIC a rapidement été reconnue pour son approche interdisciplinaire originale, combinant neuroscience expérimentale et théorique. Sous la direction d'Yves, l'UNIC a développé des modèles complets du cortex visuel primaire du chat basés sur les données, établissant de nouvelles normes pour l'intégration des données expérimentales avec la modélisation computationnelle.

## Contributions à la recherche
Les recherches d'Yves Frégnac ont considérablement fait progresser plusieurs domaines de la neuroscience visuelle :
- utilisation des enregistrements intracellulaires dans le cortex visuel au cours des années 1990
- compréhension de la façon dont les neurones développent et modifient leurs propriétés de réponse aux stimuli visuels
- modèles multi-échelles complets du cortex visuel primaire qui intégraient des contraintes anatomiques, statistiques et fonctionnelles[7]
- compréhension fondamentale de l'organisation des champs récepteurs push-pull et de la dépression synaptique dans V1, démontrant des mécanismes pour l'encodage fiable des stimuli naturels[8]

## Fin de carrière et perspectives critiques
Dans la dernière partie de sa carrière, Yves Frégnac est devenu une voix influente sur l'avenir de la recherche en neuroscience. Sa publication de 2017 dans Science a examiné de manière critique l'industrialisation croissante de la neuroscience et les défis des approches de mégadonnées pour comprendre le cerveau. Bien qu'ayant initialement soutenu le Human Brain Project, il est devenu un critique notable de son orientation, exprimant des préoccupations concernant les approches simplifiées de la modélisation du cerveau. Au moment de son décès, il travaillait sur un livre intitulé "Manifeste : Éloge et défense d'une meilleure science du cerveau et de l'esprit", qui est resté inachevé.

## Héritage
Yves Frégnac était connu pour son style d'enseignement exigeant et inspirant dans des institutions comme l'École normale supérieure et CentraleSupélec. Il présentait délibérément des matériaux complexes pour défier les étudiants et identifier ceux qui étaient véritablement passionnés par la neuroscience. Au-delà de son travail scientifique, Yves Frégnac était un photographe accompli, ayant tenu sa première exposition en 1978.